# Burcht Scharfenstein
De Burcht Scharfenstein (Duits: Burg Scharfenstein) is een ruïne van een hoogteburcht bij Kiedrich in Hessen. De burcht is gelegen aan de straat van Kiedrich naar het dorp Hausen vor der Höhe op een 230 meter hoge uitloper van een berg. 
Vanaf het terrein rond de bergfried heeft men een weidse blik over de wijngaarden van het Rijngouw.

## Geschiedenis
De burcht werd rond 1160 door de aartsbisschop van Mainz opgericht om de weg van Eltville naar de Taunus te bewaken. Enige tijd deed de burcht tevens dienst als aartsbisschoppelijke residentie.
Na de bouw van een burcht in Eltville en de aanleg van een vlechtheg van beuken om het Rijngouw als grensversterking, het zogenaamde Rheingauer Gebücks, verloor de burcht aan betekenis. Al in de 16e eeuw zette het verval van de burcht in. Het bouwmateriaal werd gebruikt voor o.a. de aanleg van muren langs de wijngaarden.
Van de burcht bleef de 30 meter hoge ronde bergfried met een doorsnee van 9 meter zeer goed bewaard. In het onderste deel bevindt zich de kerker. De ingang bevindt zich op een hoogte van 7,60 meter. Oorspronkelijk was deze ingang via een buitentrap bereikbaar. Over drie verdiepingen voeren dan binnen de drie meter dikke muren stenen trappen naar het verdedigingsplatform.